# Lacheu

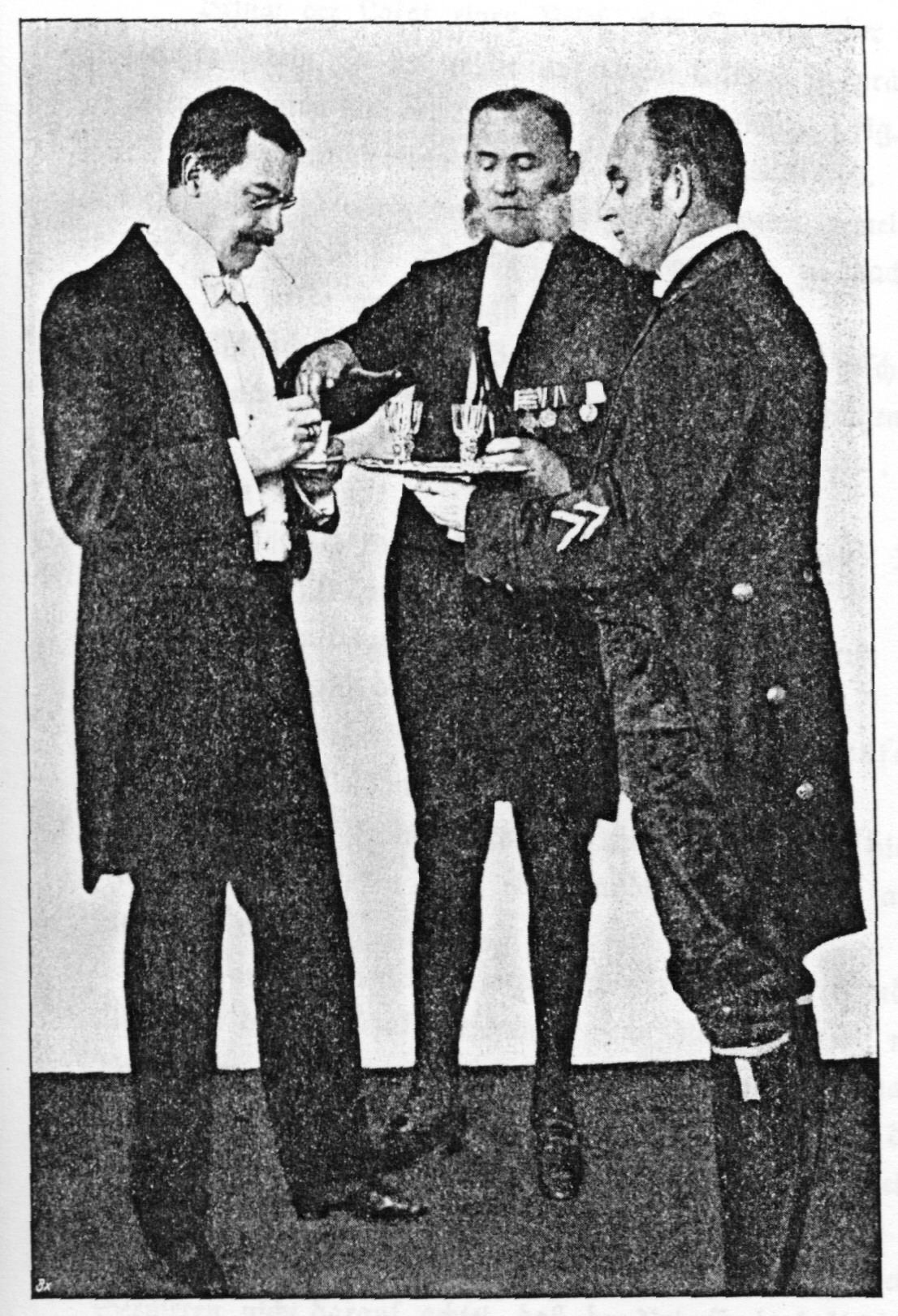
Un valet (în centru) și un lacheu (în dreapta) servesc vinul. Ilustrație din H. Reuß zu Köstritz: Der korrekte Diener, Paul Parey Verlag, Berlin, 1900, p. 21

Un lacheu, în definiția sa originală (atestată în 1529, potrivit Oxford English Dictionary), este un servitor în uniformă ce lucrează în casele aristocrației.
Conotația modernă de „persoană slugarnică, servilă” a apărut mai târziu, în 1588 (OED).

## Etimologie
Există mai multe teorii cu privire la originea cuvântului. O teorie susține că el este derivat din cuvântul francez medieval laquais, „soldat, servitor, valet în livrea care era la dispoziția stăpânului său, adesea într-o trăsură”, în cele din urmă din turcescul ulak, literalmente „mesager”. Cuvântul există, de asemenea, în limba germană, în care Lakai reprezintă un servitor în uniformă în serviciul unui rege sau prinț.
În limba engleză vorbită în Australia cuvântul „lackey” (varianta engleză a cuvântului lacheu) se referă la un om din clasa muncitoare om care este, în general, exploatat și prost plătit.
Lackey este, de asemenea, anglicizarea unui nume de familie celtic derivat din cuvântul piatră, leac.

## Utilizare în cultura populară
Lackeu este folosit de obicei ca un termen peiorativ pentru un servitor care are puțin sau deloc respect de sine, minimalizându-și meritele în scopul de a obține un avantaj. Un astfel de avantaj este presupus adesea a fi neînsemnat, temporar și de multe ori iluzoriu.

## Legături externe
- „lacheu” la DEX online